# قصر ارنزبورغ

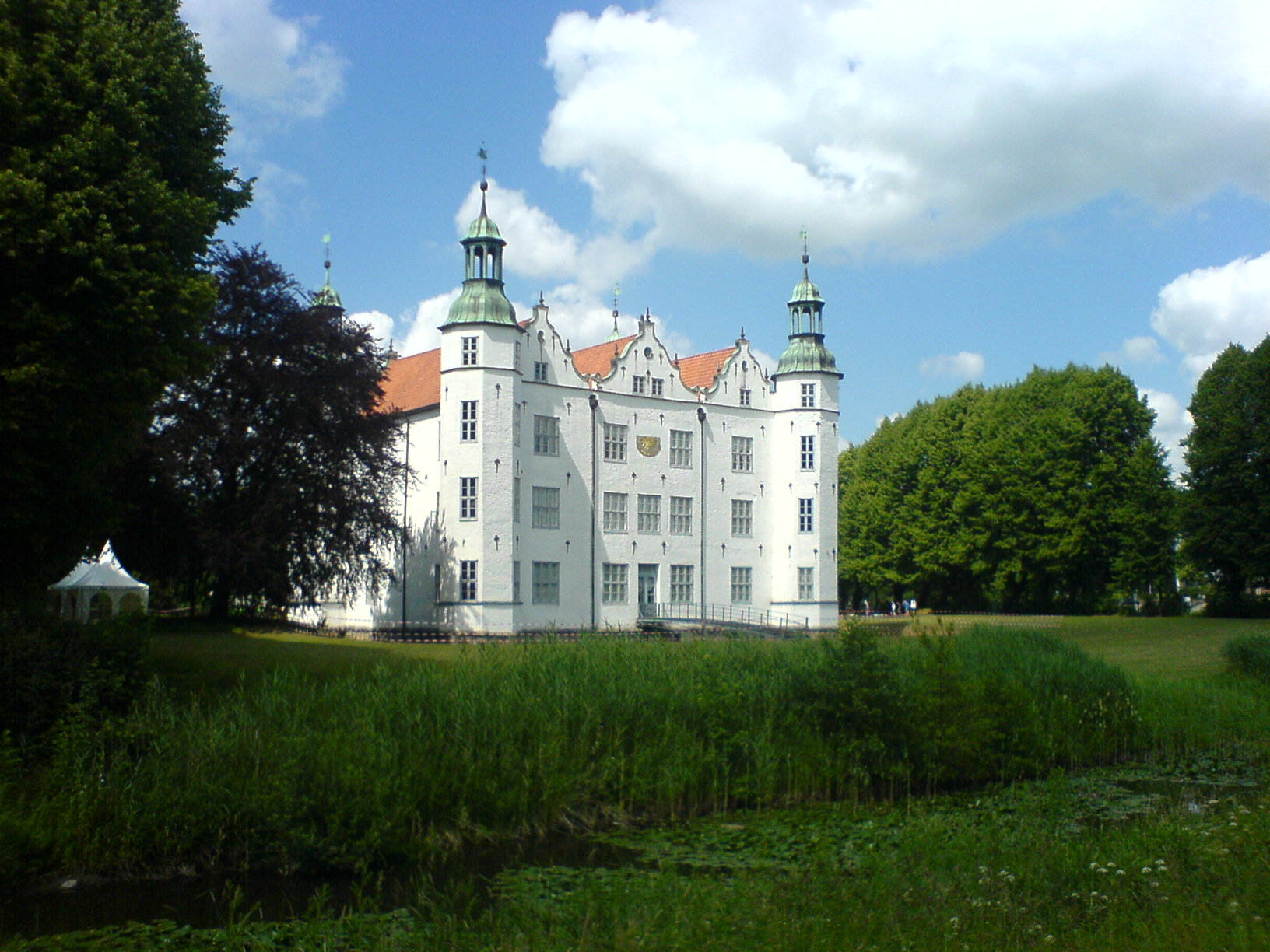
قصر آرنزبورج

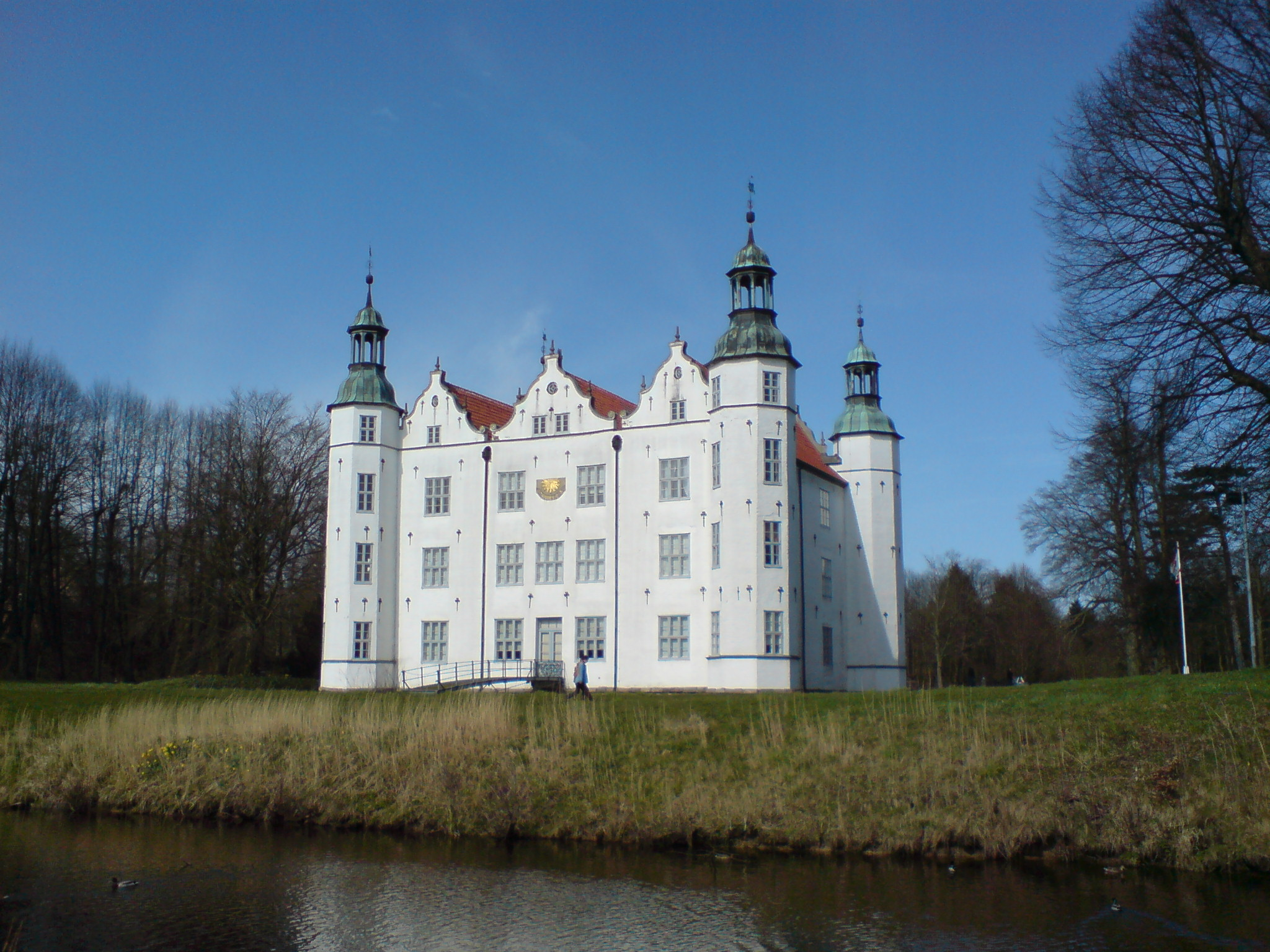
قصر آرنزبورغ تحيطه المياه.

قصر آرنزبورغ أو شلوس آرنزبورج (بالألمانية: Schloss Ahrensburg (ملحوظة: ال h لا تنطق في هذه الحالة والحرف قبلها يطول))
يوجد قصر آرنزبورج في مدينة آرنزبورج في الجزء الجنوبي من ولاية شليزفيغ-هولشتاين بشمال ألمانيا؛ وتبعد نحو 30 كيلومتر شمال شرق هامبورغ. ينتمي هذا القصر الذي تحيطه قناة اصطناعية ماء من جميع الجهات إلى أحد الأسر الكبيرة. وقد بُني هذا القصر خلال القرن 16 ووسع خلال القرن 18.
كانت بداية بناء قصر آرنوبورغ أصلا في هيئة حصن على نمط فن عصر النهضة في القرن 16، وقامت عائلة |رانتزاو]] من عائلات النبلاء ببنائه والاستقرار فيه. وبعد أن ارتفعت مرتبة عائلة «شيميلمان» إلى رتبة النبلاء واشترت احصن في القرن 18 عملت على توسيعه واقتنت ما حوله من أراضي زراعية وقامت بتوسيعه. ثم قامت عائلة شيميلمان ببيعه في عام 1932، واستخدم أثناء الحرب العالمية الثانية في عدة أغراض. اليوم أصبح القصر متحفا متخصصا في عرض آثار عائلات النبلاء في ولاية شليسفيغ-هولشتاين.
يمكن زيارة القصر ويزوره عشرات الآلاف من السياح كل عام.

## فنه المعماري
يعتبر كثير من مؤرخي الفنون هذا القصر بأنه أحسن ما يجمع بين نمط فن عصر النهضة في هولندا مع نمط البناء الكتوارث في شمال ألمانيا. لم يكن القصر في الماضي مطليا بالأبيض، وكانت احجار واجهته الحمراء وإطارات النوافذ من الحجر الرملي. وكان يعتبر مبنيا على نمط قصر آخر في تلك المنطقة وهو «قصر غلوكسبورج»، كمبنى متعدد المنازل.

## جزيرة القصر والحديقة
```

```

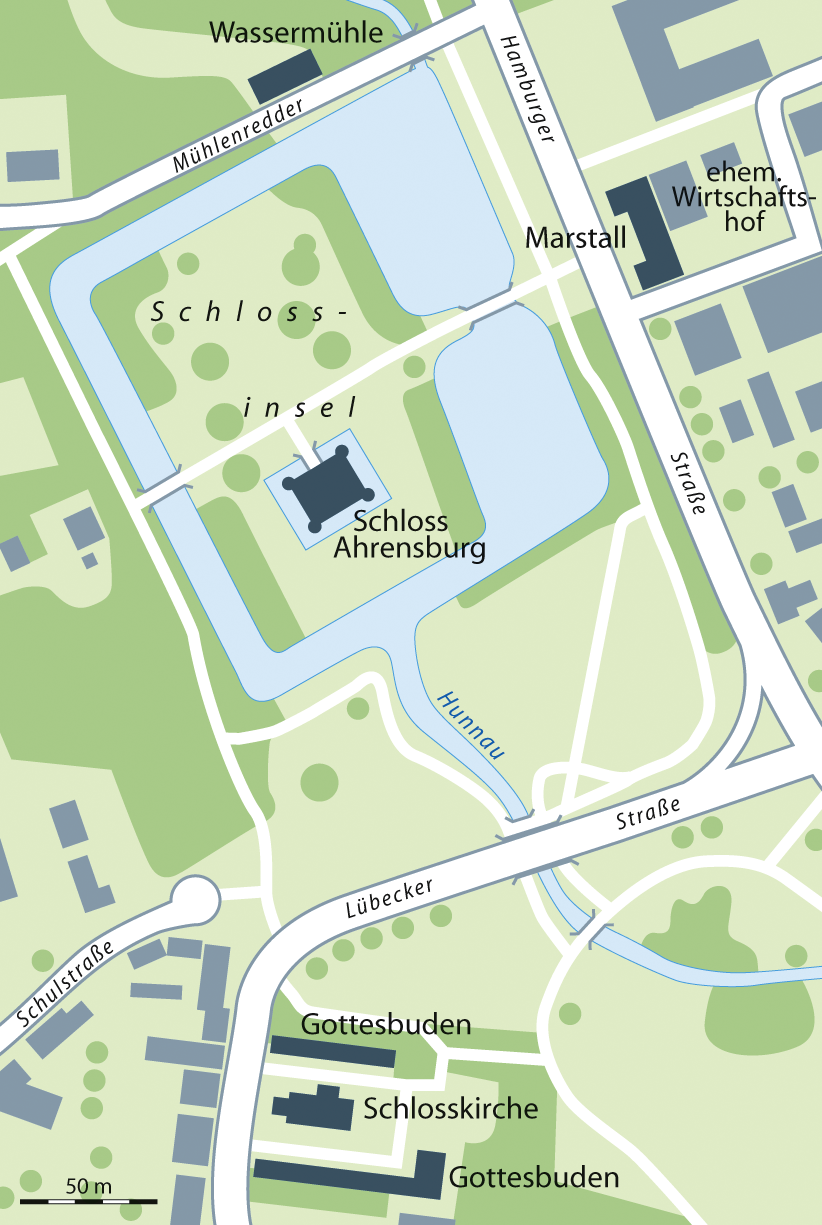
القصر وحديقته

يرتفع مبنى القصر ذو القاعدة المربعة على جزيرة فوق الماء. ومع أن تلك التحصينات المائية كانت خلال القرن 16 لا تفيد كثيرا في حماية القصر إلا أنه بنى على هذا النمط بقصد أستعراض القوة والنبالة، وهذا ما كان منتشرا في قصور النبلاء في شمال ألمانيا قديما.
وعندما قامت عائلة «شيميلمان» باقتناء القصر في القرن 18 لم يعجبها حاله أنذاك وقامت بردم القناة المائية التي التي كانت تحيطه، واصبح الوصول إلى القصر سهلا من دون جسور. ولكن خلال القرن التاسع عشر أصبح الجزء السفلي منه رطبا واصبح القصر محتاجا إلى ترميم. بين عامي 1983 - 1985 أعيدت هيئة القصر على ما كان، أصبح القصر محاطا بالماء في دائرتين داخل بعضهما البعض.
على تلك الساحة يوجد القصر وحديقته محاطين بالماء، كما يوجد مبنى طاحونة مائية ومبنى منفصل للإدارة، كما يوجد جنوب القصر كنيسة تابعة للقصر.

## صور لقصر آرنزبورغ

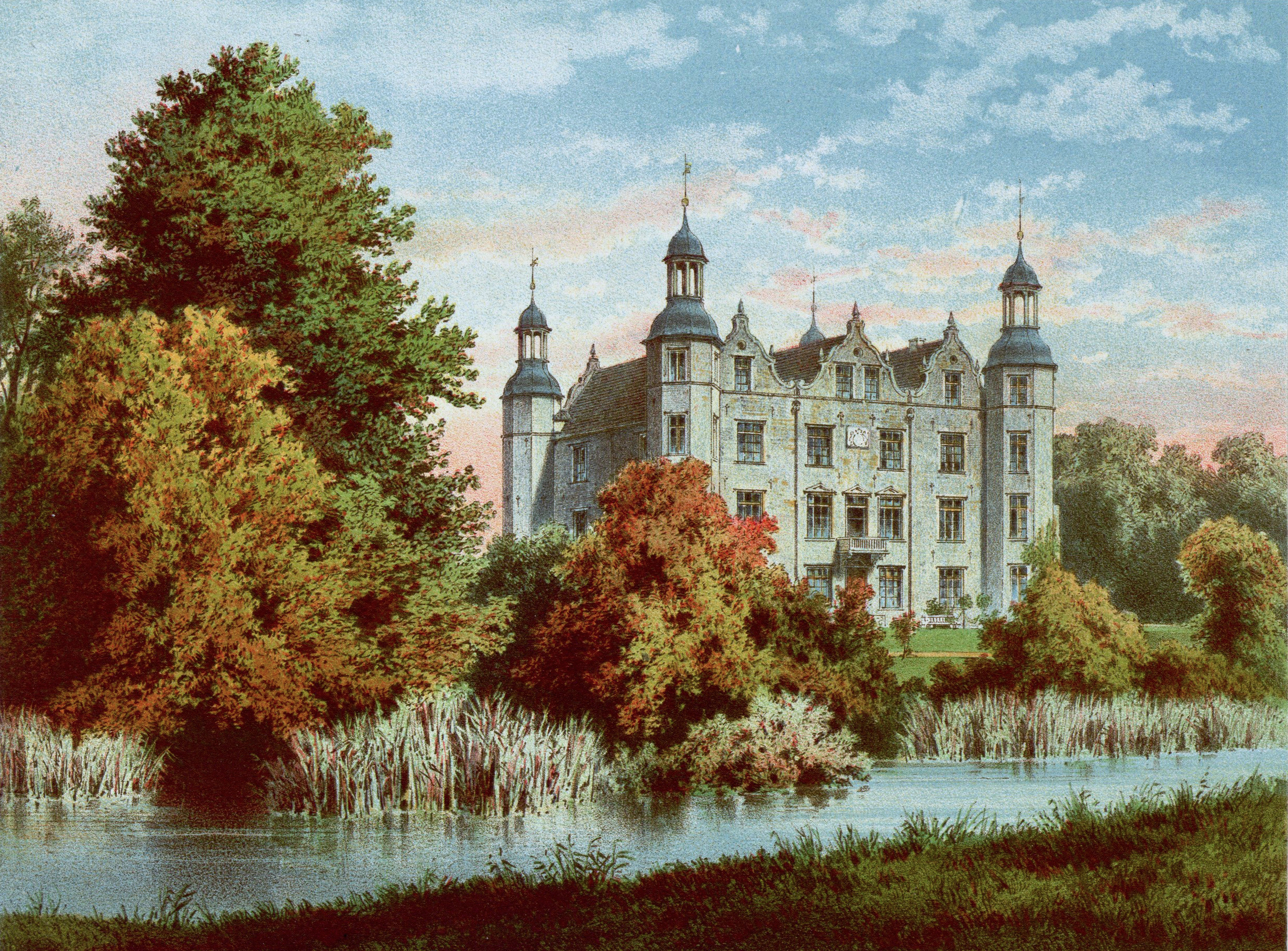
لوحة لقصر آرنزبورج 1869
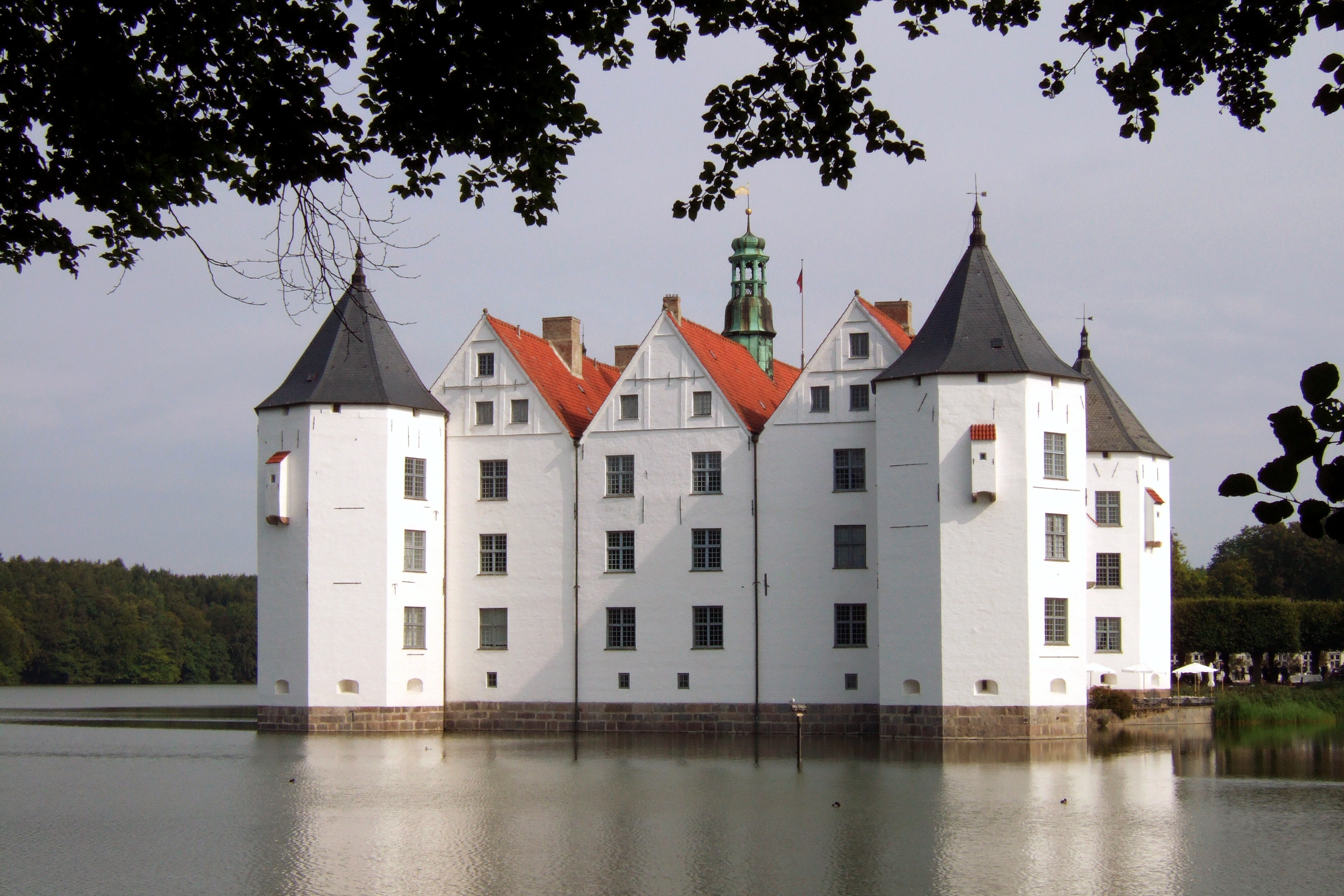
قصر غلوكسبورج: بني قصر آرنزبورج على نمطه
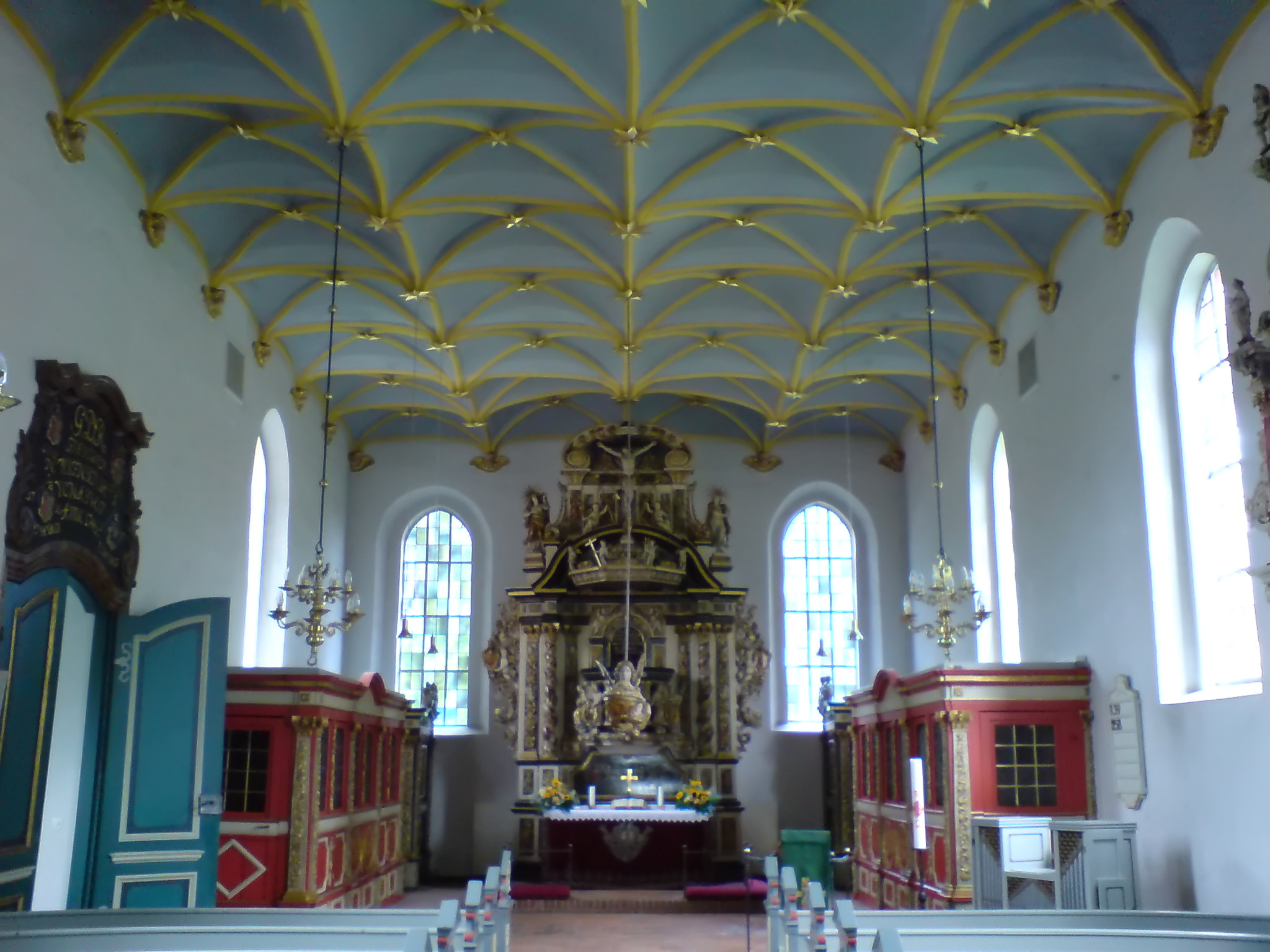
كنيسة القصر
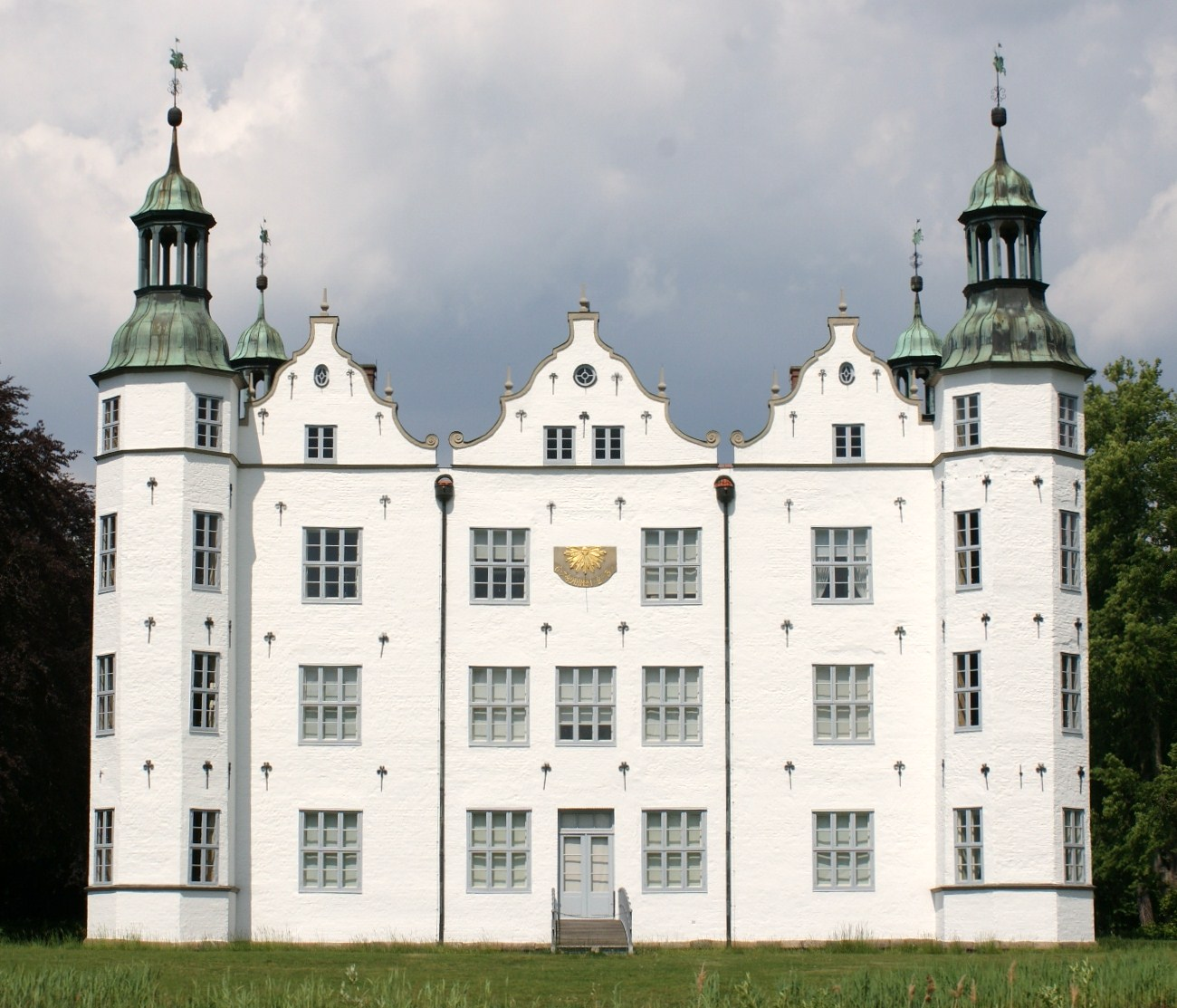
الواجهة الجنوبية
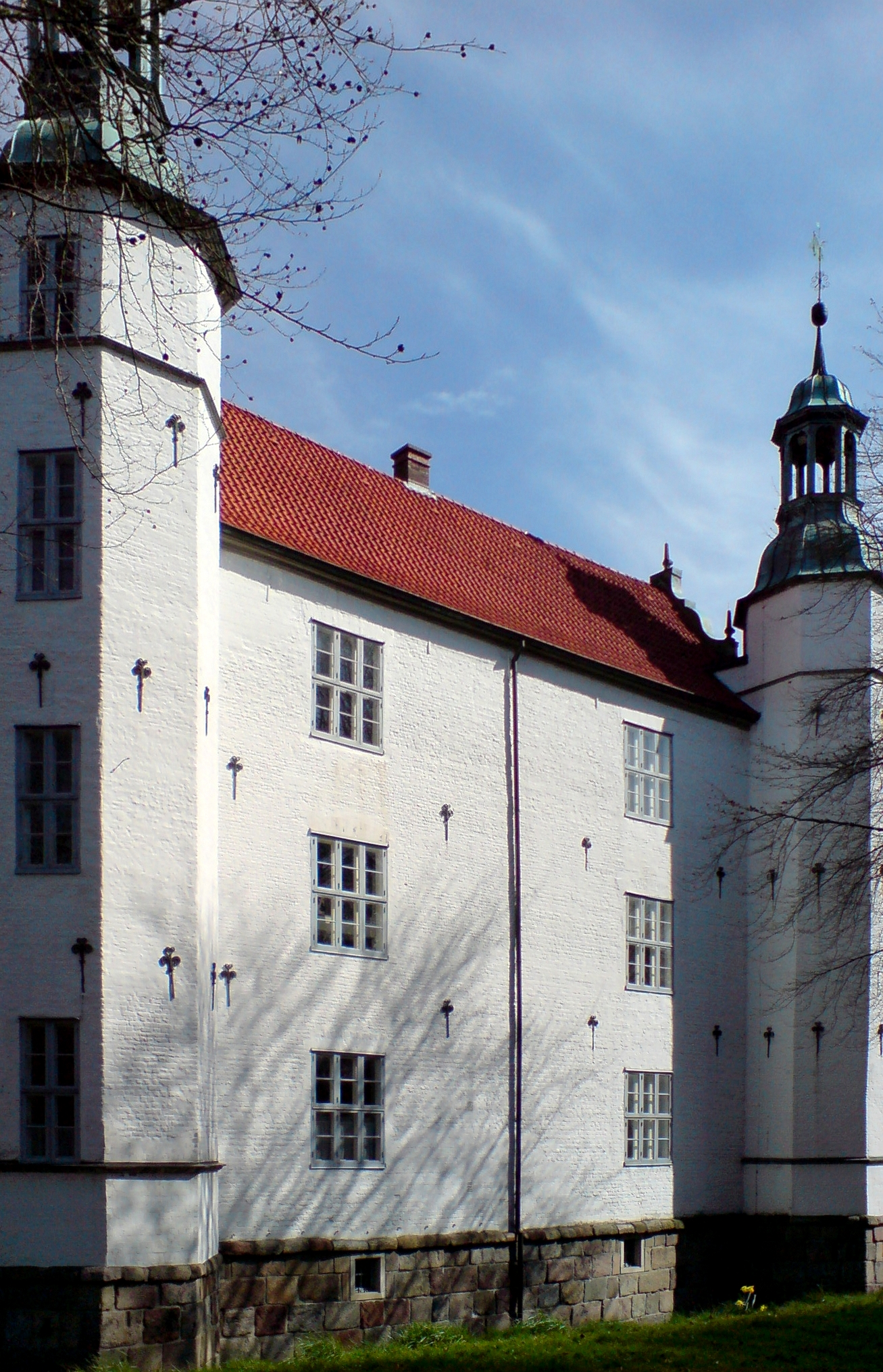
الواجهة الغربية
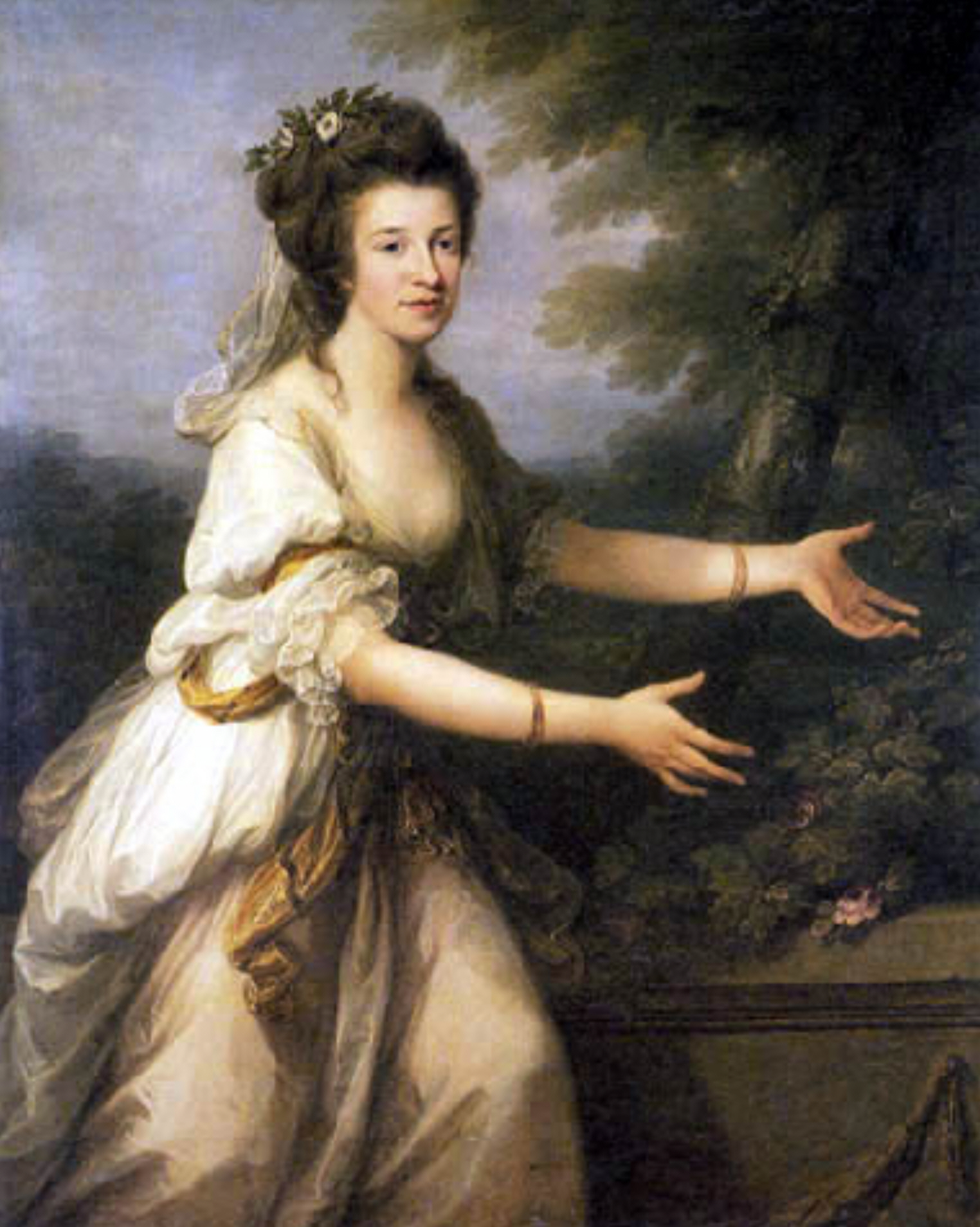
صورة جوليا شيميلمان

## اقرأ أيضا
- قمة تسوغشبيتسه
- قصر مانهايم
- قصر سانسوسي
- حدائق ملوك هانوفر

## وصلات خارجية
- Schloss Ahrensburg
- Kulturzentrum Marstall Ahrensburg
- Die Geschichte des Gutes Ahrensburg
- Material zu Schloss Ahrensburg in der Sammlung Duncker der Zentral- und Landesbibliothek Berlin (PDF; 262 kB)